# Fin quanno vai 'ncielo
Fin quanno vai 'ncielo è un singolo del duo hip hop italiano Co'Sang, pubblicato nel 2007.

## Descrizione
Il singolo è cantato in napoletano.
Su IlRap.com, riferendosi alla canzone, 'O Luchè ha dichiarato:
Nel video compare anche il cantante napoletano Pino Mauro, riguardo al quale Luca Imprudente ha dichiarato:
Il singolo è scaricabile gratuitamente sia dal sito ufficiale dei Co'Sang , sia dal loro account MySpace. Riguardo a questa scelta, il duo ha dichiarato: